# Хапальний хвіст

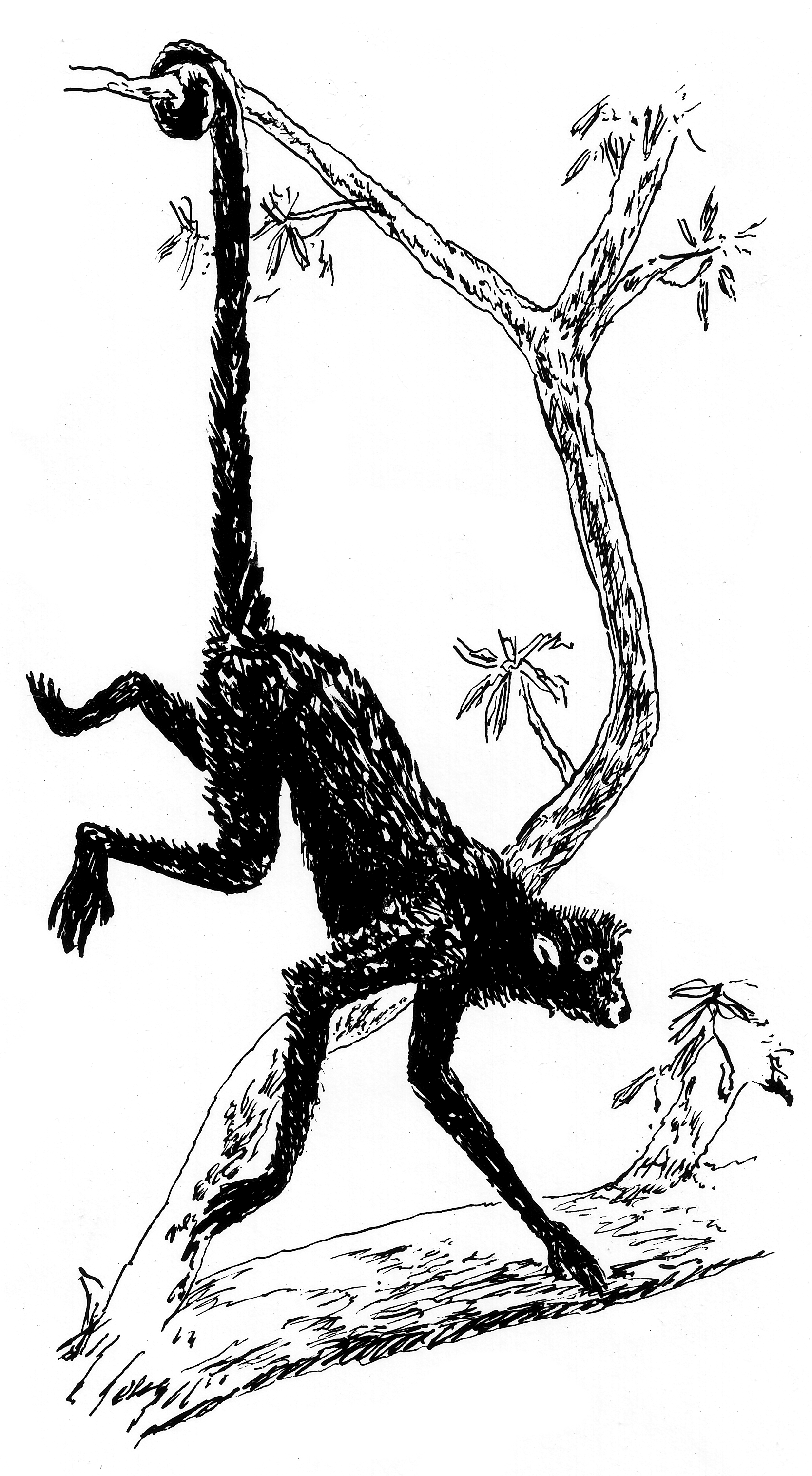
Хапальний хвіст

Хапа́льний хвіст — хвіст тварин, який у процесі еволюції пристосувався до схоплювання або тримання тих чи інших об'єктів. Зазвичай хапальний хвіст служить для того, щоб тримати предмети та маніпулювати ними (так званий повністю хапальний хвіст), зокрема допомагає деяким тваринам шукати та споживати їжу на деревах. Якщо хвіст не виконує зазначених функцій, то його розглядають як частково хапальний: такі хвости часто служать для тварин своєрідним якорем, що дає змогу звисати з гілок або підніматися.  
Хапальні хвости здебільшого притаманні для ссавців. Причому тварини з хапальним хвостом частіше трапляються в Південній Америці, ніж в Африці та Південно-Східній Азії. Зумовлено це тим, що ліси в Південній Америці набагато густіші, що й сприяло відповідній адаптації.  

## Галерея

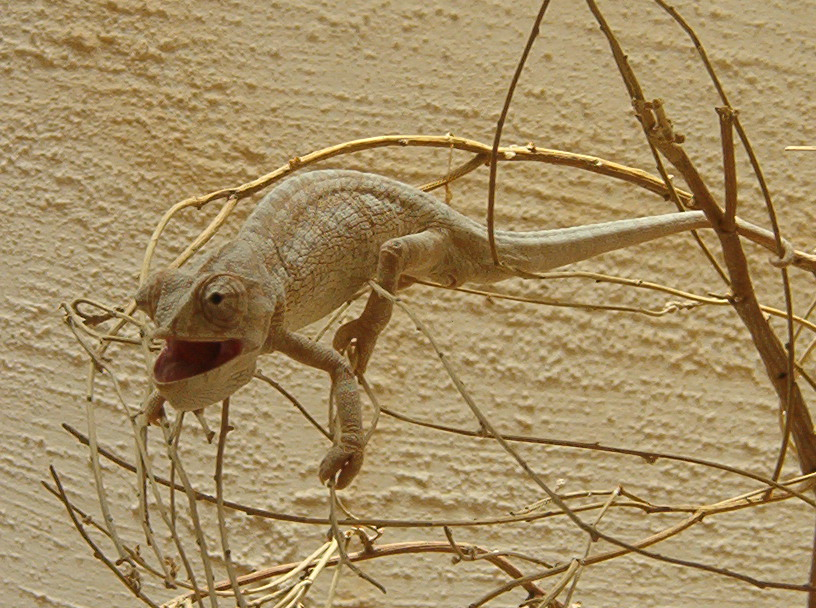
Хамелеон використовує свій хапальний хвіст, щоб утриматися на гілці
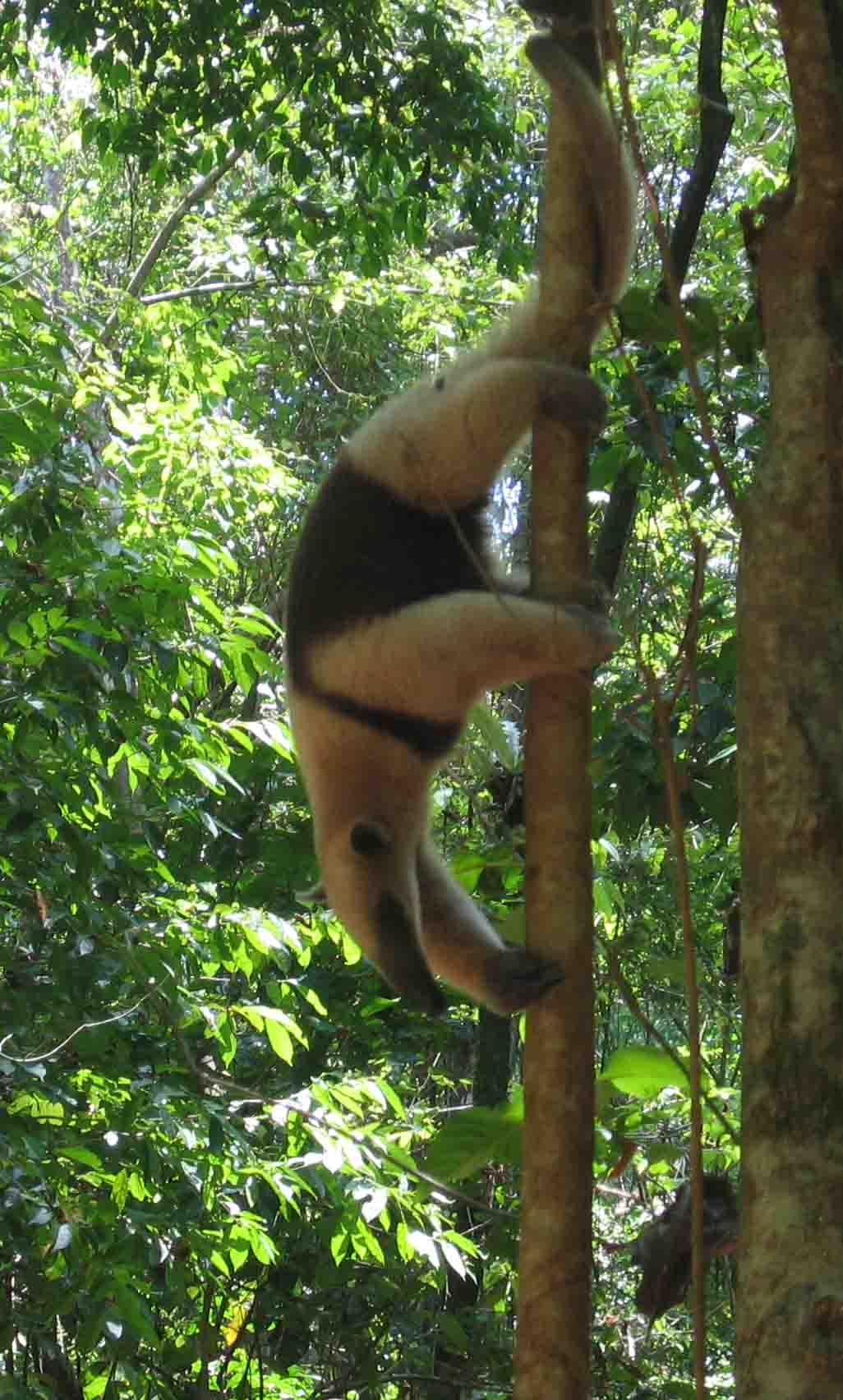
Tamandua mexicana з хапальним хвостом